# Camelia-Margareta Bogdănici
Camelia-Margareta Bogdănici (n. 12 aprilie 1959, Iași, România) este un deputat român, ales în 2012 din partea Partidului Democrat Liberal.
Pe 3 februarie 2014 a trecut în deputați neafiliați, apoi s-a mutat în grupul parlamentar al Partidului Social Democrat (pe data de 9 februarie 2015).